# Medetera relicata
Medetera relicata är en tvåvingeart som beskrevs av Negrobov 1967. Medetera relicata ingår i släktet Medetera och familjen styltflugor. Inga underarter finns listade i Catalogue of Life.